# Trigomphus melampus
Trigomphus melampus – gatunek ważki z rodziny gadziogłówkowatych (Gomphidae). Występuje w Japonii.